# Cymodoceaceae

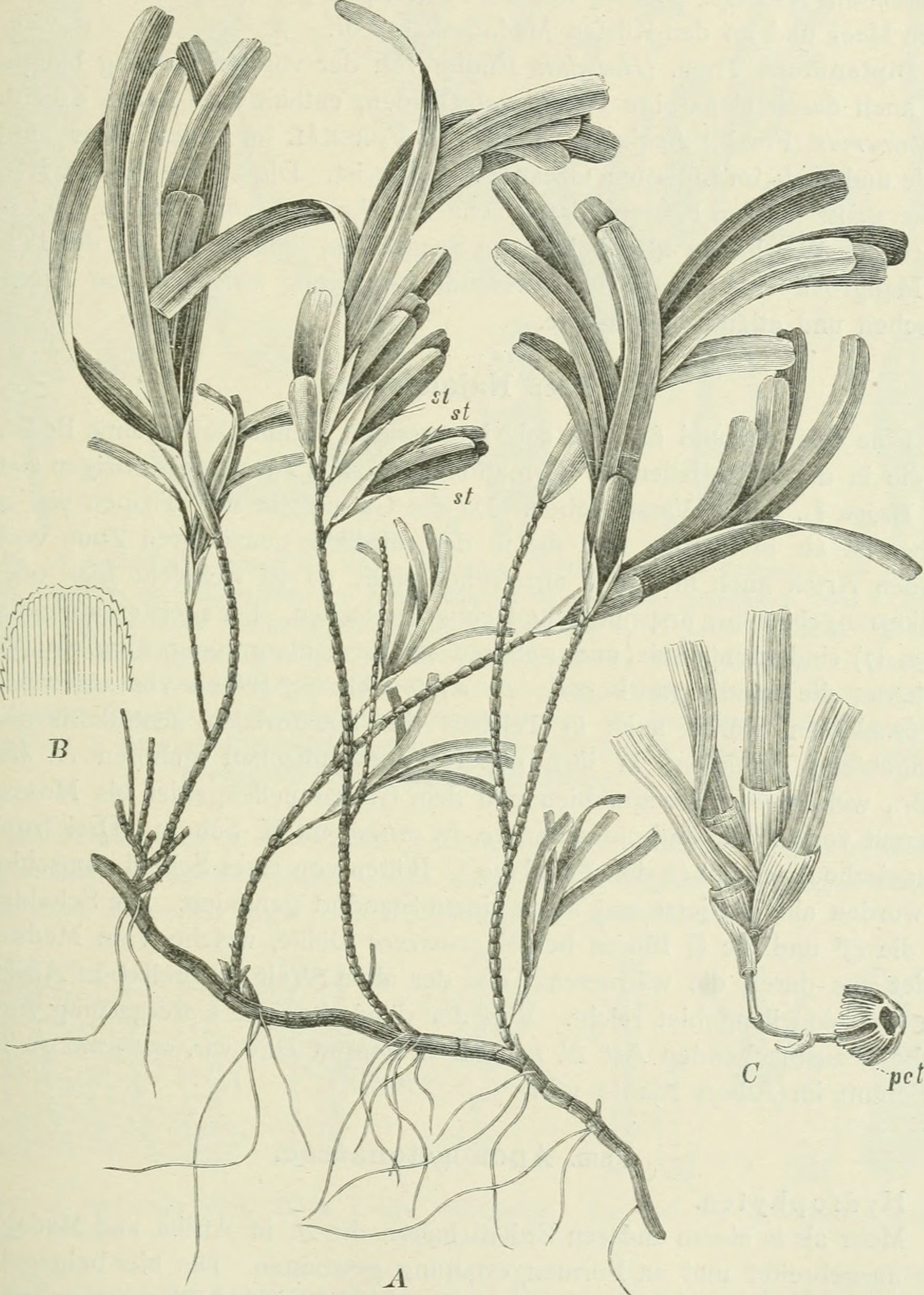
Ilustrace Thalassodendron ciliatum z roku 1910

Cymodoceaceae je čeleď jednoděložných rostlin z řádu žabníkotvaré (Alismatales).
Je to jedna ze tří čeledí mořských rostlin, které jsou označovány souhrnným názvem mořské trávy. Jsou to ponořené, ve dně kořenící, dvoudomé byliny s čárkovitými nebo šídlovitými, dvouřadě uspořádanými listy. Některé druhy mají dřevnaté oddenky. Květy jsou velmi nenápadné, bezobalné, ukryté mezi listeny. Pyl se přenáší vodou. Rostliny se vegetativně rozrůstají a vytvářejí rozsáhlé porosty, „podmořské louky“.
Čeleď zahrnuje 17 druhů v 5 rodech a je rozšířena při mořských pobřežích tropů a subtropů téměř celého světa. Druh Cymodocea nodosa se jako jediný evropský zástupce vyskytuje v celém Středomoří.

## Popis
Zástupci čeledi Cymodoceaceae jsou vytrvalé mořské byliny s plazivými oddenky. Oddenek je buď bylinný a monopodiálně větvený (Cymodocea, Halodule, Syringodium), nebo dřevnatý a větvený sympodiálně (Amphibolis, Thalassodendron). Rostliny koření ve dně a rostou celé pod hladinou. Listy jsou střídavé, dvouřadě uspořádané, jednoduché, přisedlé, na bázi s listovou pochvou. Mezi bází listu a pochvou je ligula. Čepele listů jsou celokrajné, čárkovité až šídlovité, ploché nebo s okrouhlým průřezem. Žilnatina je souběžně trojžilná až vícežilná. V pokožce chybějí průduchy.
Rostliny jsou dvoudomé, s jednopohlavnými květy. Květy jsou malé, bezobalné, stopkaté až přisedlé, jednotlivé nebo ve vrcholíkovitých květenstvích (Syringodium), ukryté v listenech připomínajících listy. V samčích květech jsou 2 tyčinky. Gyneceum samičích květů je apokarpní, svrchní, složené ze 2 volných plodolistů. Každý plodolist obsahuje jediné vajíčko a na vrcholu vybíhá v krátkou nebo dlouhou (Halodule), jednoduchou nebo větvenou čnělkovou část. Plody jsou nepukavé, jednosemenné, s tvrdým perikarpem nebo s tvrdým endokarpem a dužnatým, laločnatým exokarpem (Amphibolis), případně se jedná o nepravý plod, jehož vnější vrstva je tvořena zdužnatělým listenem (Thalassodendron).
Interpretace plodů není jednoznačná a v různých zdrojích bývají označovány za oříšky, nažky či peckovice.

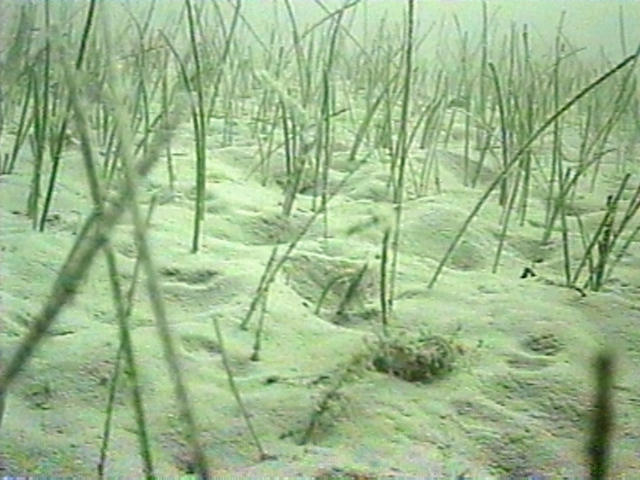
Porost Cymodocea nodosa
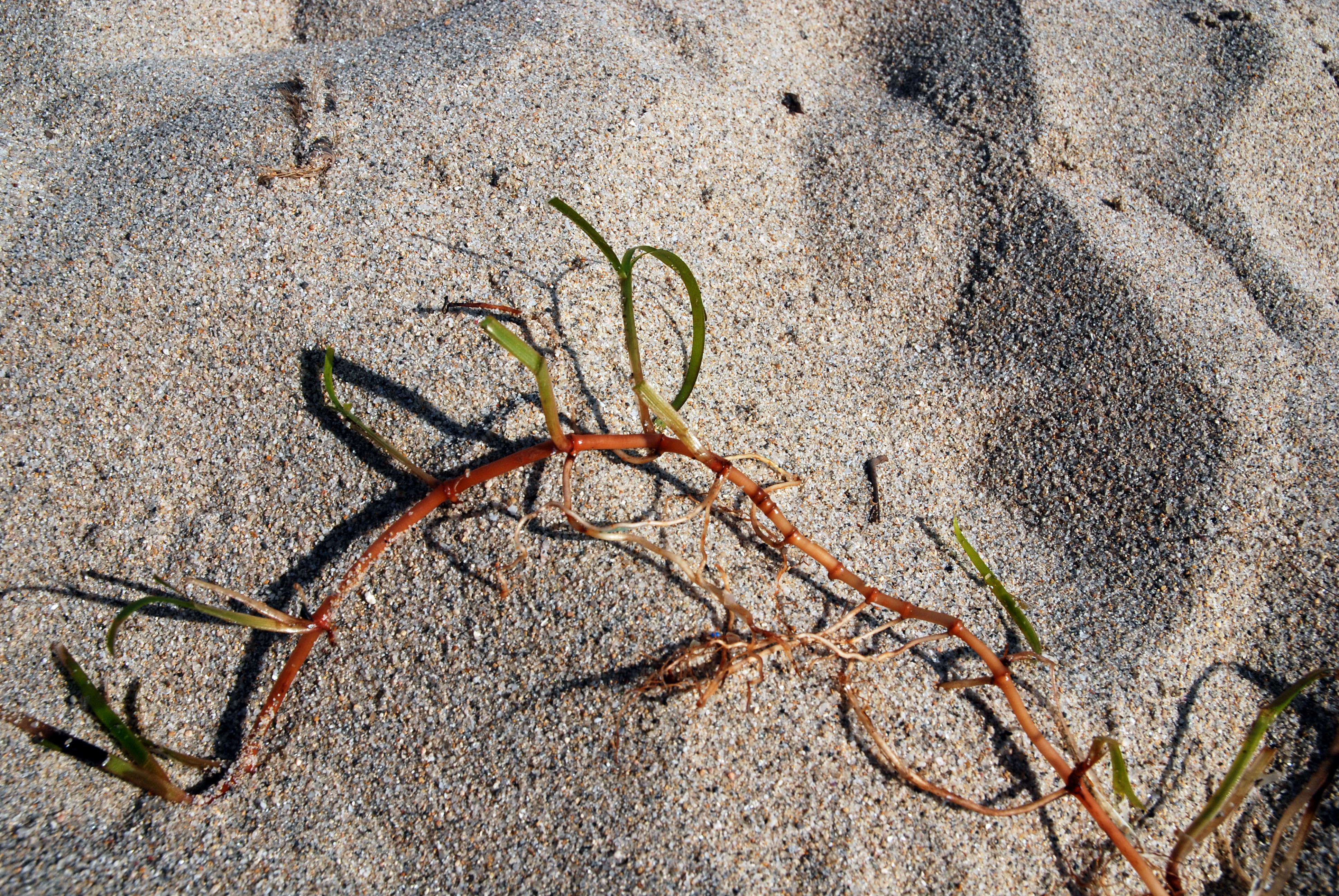
Rostlina Cymodocea nodosa
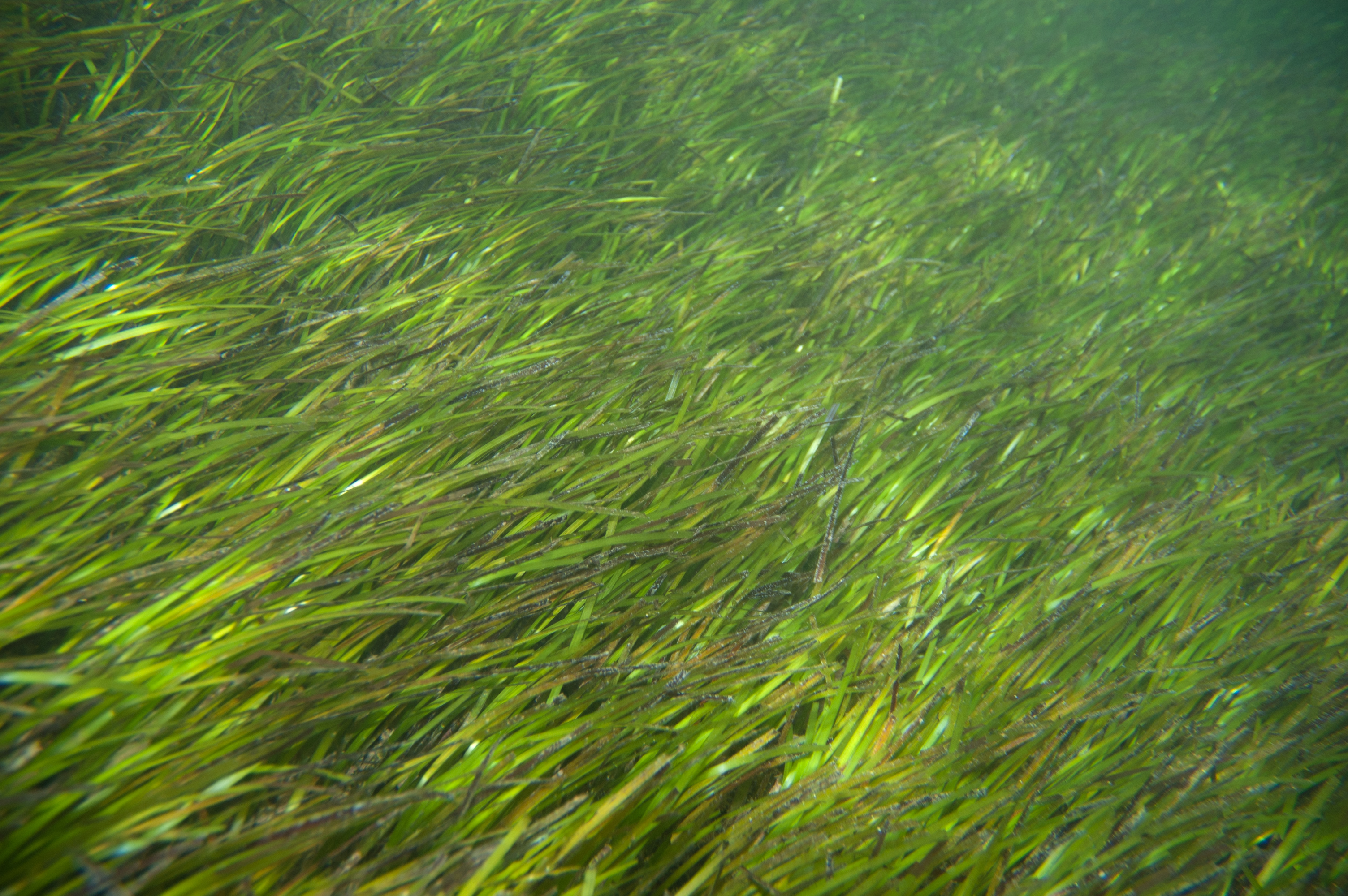
Porost Halodule uninervis
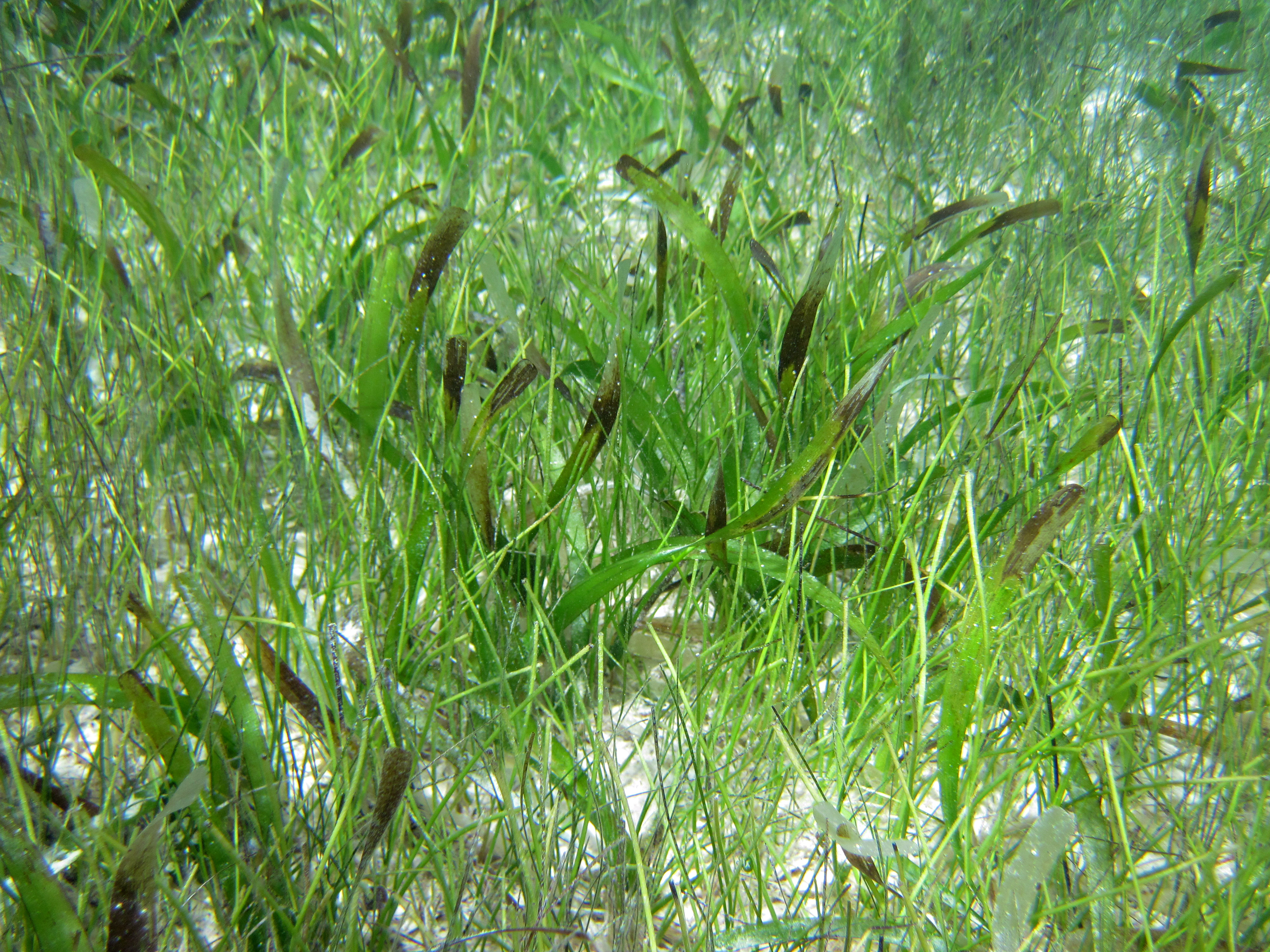
Porost Syringodium filiforme společně s Thalassia testudinum (voďankovité)

## Rozšíření
Čeleď Cymodoceaceae zahrnuje 17 druhů v 5 rodech.
Zástupci čeledi jsou široce rozšířeni v tropických a subtropických mořích. Ve Středomoří a Austrálii některé druhy přesahují i do teplých oblastí mírného pásu. V Evropě roste pouze druh Cymodocea nodosa, který je rozšířen při pobřežích v celém Středomoří a roste i na Kanárských ostrovech.
Rody Halodule a Syringodium jsou rozšířeny v tropech Starého i Nového světa, rody Cymodocea a Thalassodendron se vyskytují pouze ve Starém světě. Rod Amphibolis je svým výskytem omezen na jižní a západní Austrálii a Tasmánii.

## Ekologické interakce
Pyl je přenášen vodou (hydrogamie), a to buď na hladině nebo pod ní. Samičí květy jsou zcela ukryty mezi listeny, z nichž vyčnívají pouze dlouhé blizny. Pylová zrna mají podobu vláken a mají lepkavý, avšak vodoodpudivý povrch. Zajímavý způsob opylování byl popsán u rodu Halodule. Při odlivu, když je nízká hladina moře, se z prašníků uvolňují vlákna pylu, která se spolu sdružují do řídkých, rozměrných shluků, které plovou na hladině jako vory a svým vzhledem připomínají sněhové vločky. Samičí rostliny mají dlouze vláknité blizny, které rovněž vzplývají po hladině. Při kontaktu těchto útvarů pak dochází k opylení.
Podobný způsob opylování má i Amphibolis antarctica, u tohoto druhu se však z rostlin za odlivu synchronně oddělují celé samčí květy, které vyplouvají na hladinu a zde se z nich teprve uvolňuje vláknitý pyl. Samičí květy vyrůstají na dlouhých, poddajných výhonech a dostávají se tak rovněž snadno k hladině. Jiný mechanismus opylování je vyvinut u rodu Syringodium. Tyto rostliny mají květy uspořádané v dvouřadých, postupně rozkvétajících květenstvích, orientovaných kolmo k hladině. Na rozdíl od předchozích rodů není pyl nadnášen a volně plave ve vodě, kde se sdružuje do shluků či pásů.
Rostliny se rozrůstají vegetativně prostřednictvím výhonů a vytvářejí tak celé porosty („podmořské louky“).
Semena rostlin čeledi Cymodoceaceae jsou poměrně těžká, klesají ke dnu a nešíří se proto obvykle na velké vzdálenosti.
Semena středomořského druhu Cymodocea nodosa prodělávají dormantní stádium o délce 7 až 8 měsíců a klíčí až při teplotách vody nad 18 °C. Naopak semena tropického druhu Cymodocea rotundata mohou klíčit kdykoliv v průběhu celého roku. Semena rodu Halodule mají dlouhou dormanci, trvající několik let. U rodů Amphibolis a Thalassodendron nemají plody dužnaté oplodí a semena klíčí přímo na mateřské rostlině bezprostředně po dozrání. Mladé rostliny se pak oddělují až po 7 až 12 měsících.
V kořenové oblasti rostlin bývají kolonie symbiotických bakterií, které se podílejí na příjmu živin a možná i na fixaci dusíku.

## Obsahové látky
Všichni zástupci čeledi obsahují sulfonované fenolické sloučeniny. Má se za to, že obsah těchto látek souvisí s přizpůsobením mořskému prostředí.

## Taxonomie
Čeleď Cymodoceaceae je morfologicky jednoznačně vymezená a rovněž jednotlivé rody této čeledi jsou dobře definované. Náleží do skupiny mořských čeledí řádu Alismatales, označovaných jako „mořské trávy“. Patří mezi ně čeledi Cymodoceaceae, Zosteraceae a Posidoniaceae.
Ve starších taxonomických systémech byla čeleď Cymodoceaceae řazena zpravidla do řádu Najadales (Cronquist, Dahlgren) či samostatného řádu Cymodoceales (Tachtadžjan) v rámci podtřídy Alismatidae.

## Prehistorie
Jedná se o poměrně starou čeleď. Fosilní pozůstatky rodu Cymodocea jsou známy z uloženin eocenního a miocenního stáří.
Z Holandska byl popsán druh †Thalassotaenia debeyi, pocházející z období křídy. Je považován za jednoho z předků dnešní skupiny "mořských trav". Z žijících rostlin tyto fosílie nejvíce připomínají rod Amphibolis
a Thalassodendron z čeledi Cymodoceaceae a také rod Posidonia z čeledi Posidoniaceae. Protože však některé znaky těmto žijícím rostlinám neodpovídají, je možné, že se jedná o samostatnou, dnes již vyhynulou linii mořských trav.

## Seznam rodů
Amphibolis, Cymodocea, Halodule, Syringodium, Thalassodendron